# 生物有机化学
生物有机化学是有机化学和生物化学的交叉领域，是将有机化学研究的理论和方法向生命科学渗透的学科，负责在分子水平上研究生物过程的化学本质，主要分析生物分子（如蛋白质、核酸）的结构、性质、合成，以及酶和酶促有机反应的具体机理。是目前有机化学研究中最为热门的子领域之一。
生物有机化学与生物无机化学一般是相对的，不过在某些方面，如在研究金属酶和辅因子时，两者亦有很大的重叠。
生物有机化学是生命科学的一个分支，是用化学手段处理生物学过程的学科。

## 與有机合成的竞争
目前生物有机化学的发展，与经典的有机合成方法竞争越来越多，許多有机化合物（原料）可由生物催化剂合成。這亦帶起了一個新的催化方法，稱為“黑盒催化”，以代替從前將酶從分開的溶液中帶進反应的方法。起始材料則称为基材。在工业生产中日益重要的今天，可以通过选择有针对性的酶，而獲取更佳对映体纯度，一个对映体选择性酶促反应通常比非催化反应高。酶催化反应的主要缺点是：因为在疏水性溶剂中绝大多数酶會失去他们的活性。因此，在酶促反应前，必定要先將疏水性有机基质溶解，溶劑通常會選擇清洁剂或环糊精。在反應中，如產生非均相產物，最常用的方法是以有机溶剂萃取。